# Toga

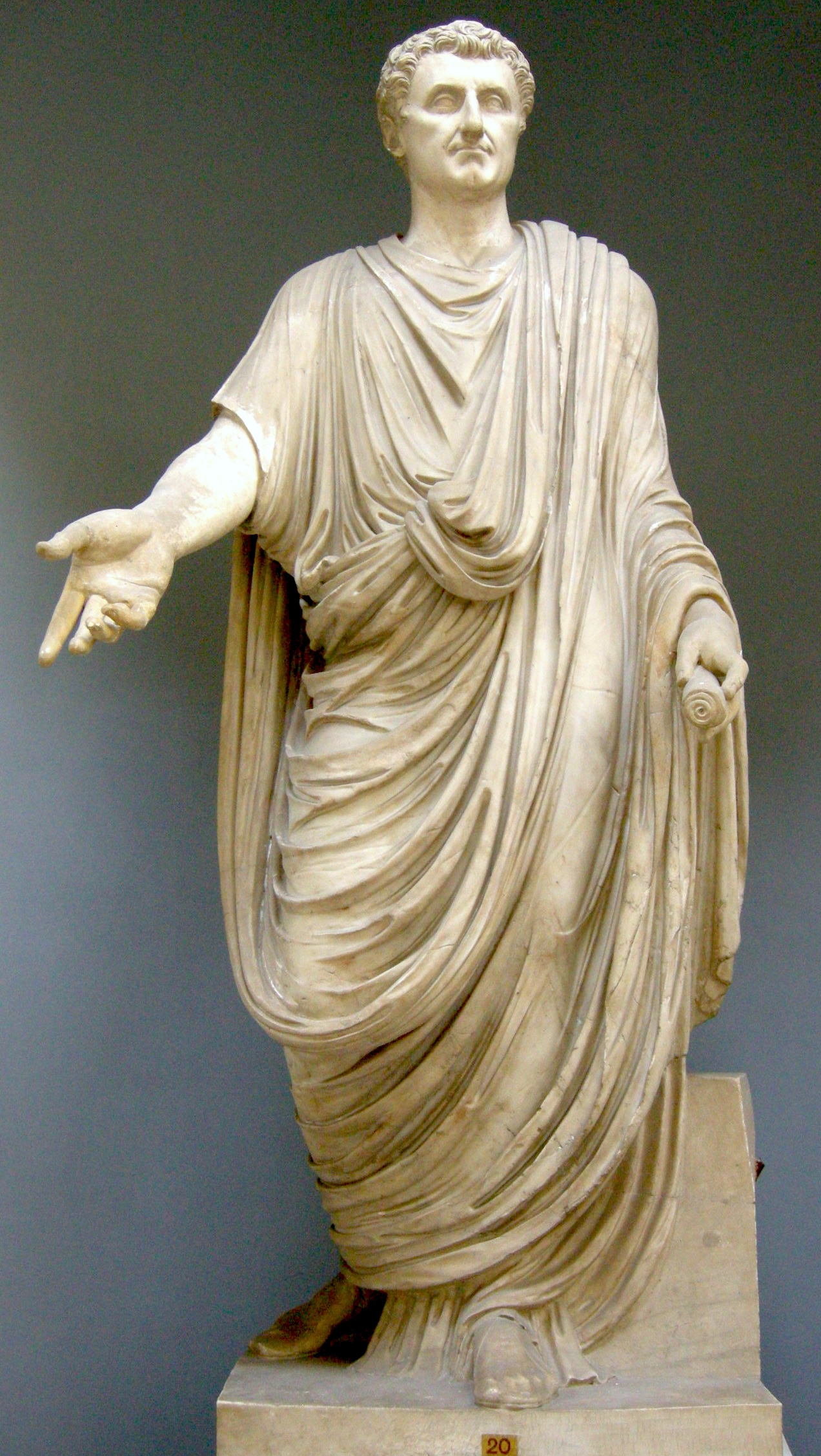
Statua con toga dell'imperatore Nerva.

La toga, il cui nome è connesso con il verbo latino tego che significa "ricoprire", è una sopravveste di lana o di altro tessuto il cui uso è stato ed è tradizionalmente legato all'appartenenza a una determinata professione o categoria sociale.

## Tipi
Con questa parola ci si riferisce in particolare:
- a un ampio e lungo mantello di lana che gli antichi Romani portavano sopra la tunica,
- oppure a una lunga sopravveste nera indossata: 
  - da magistrati e avvocati in giudizio;
  - da pastori riformati;
  - da professori universitari in particolari occasioni dell'anno accademico;
  - in alcuni Paesi, anche da studenti giunti al termine del loro percorso di studi.

### Toga romana

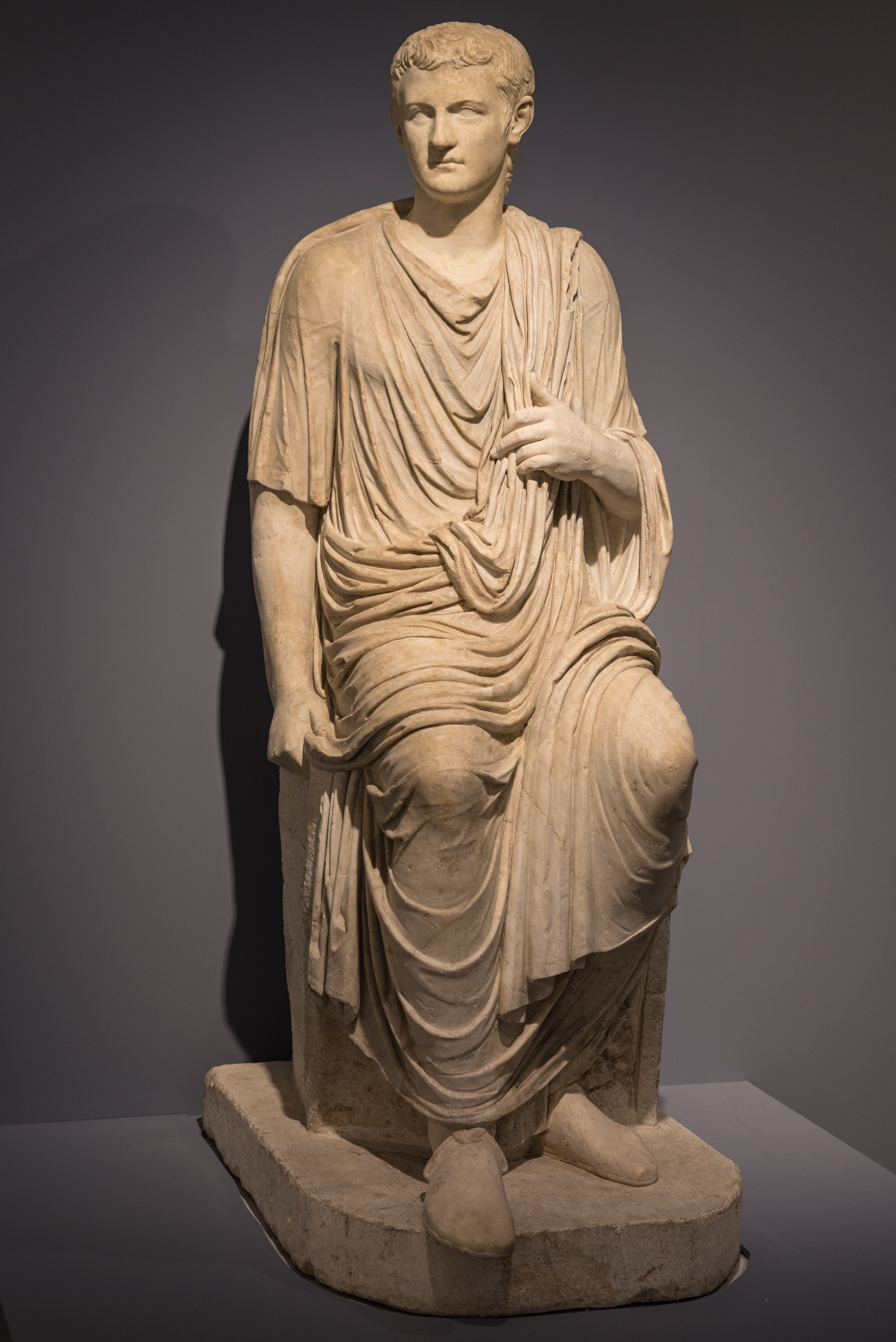
Statua con toga dell'imperatore Caligola.

La toga era usata nell'antica Roma come mantello sopra la tunica.
Tito Livio e Floro raccontano che la toga pretesta (in latino toga praetexta) fu importata a Roma come usanza dei vicini Etruschi al tempo di Tarquinio Prisco. Era un tipo di toga bordata di rosso che veniva indossata da tutti i più alti magistrati. 
(Tito Livio, Ab Urbe condita libri, I, 8.)
L'uso della toga era riservato esclusivamente ai cittadini romani maschi, mentre gli schiavi e gli stranieri non avevano il diritto di indossarla. Mentre le donne romane adottarono gradualmente la stola, la toga fu riconosciuta come abbigliamento formale per i cittadini romani maschi. Le donne impegnate nella prostituzione potrebbero aver fornito la principale eccezione a questa regola. Chi era condannato all'esilio perdeva il diritto a indossarla, lo ius togae. Solo più tardi ne fu concesso l'uso a tutti gli abitanti dell'impero. Secondo alcune testimonianze i cittadini delle province tendevano a non indossarla e anche gli stessi Romani, con l'avvento del periodo imperiale, iniziarono ad abbandonarne l'uso, tanto che Augusto fu costretto ad imporre che i cittadini la usassero almeno nel Foro. Ecco cosa scrive Svetonio:
(Svetonio, Augustus, 40.)
Di qualsiasi tipo fosse, era un grande mantello ovale, ripiegato in due nel senso della lunghezza. Si indossava creando dapprima un mazzo di pieghe che dovevano essere appoggiate sulla spalla sinistra; la si passava poi attorno al corpo lasciando libera la spalla destra. Essendo ampia e pesante, la toga dava un aspetto imponente a chi la portava e ben rappresentava l'importanza di Roma, dominatrice del mondo antico.
Tra le varianti di toga ci sono:
- Toga virilis (o toga pura): toga dell'età adulta, che si raggiungeva attorno ai 14-17 anni, solitamente di colore bianco avorio[7]. Il Pontefice massimo ne posava un lembo sulla testa. Questa festa era celebrata solitamente il 17 marzo, coincidendo con i Liberalia[8]. I Senatori e i Cavalieri avevano il privilegio di ornarla con una striscia di tessuto color porpora appuntata sulla spalla e che scendeva sul davanti, larga per i primi e stretta per i secondi (laticlavio, angusticlavio).
- Toga candida: ossia bianca, indossata dai candidati che si presentavano alle elezioni. Il colore doveva indicare l'onestà delle loro intenzioni.
- Toga pulla (o toga atra): una toga marrone o grigio scuro indossata durante i giorni di lutto.
- Toga praetexta: un tipo di toga orlata di porpora. Essa veniva indossata da:
  - tutti i ragazzi romani liberi che non avevano raggiunto ancora l'età adulta (15-17 anni). Veniva indossata nelle occasioni formali e ovviamente era di dimensioni minori rispetto a quella degli adulti;
  - tutti i maggiori personaggi civili e religiosi che per la loro funzione erano considerati Magistrati Curuli;
  - tutti gli ex Magistrati Curuli e i Dictatores al momento della sepoltura e in altri casi anche durante certe solennità;
  - tutti gli antichi Re di Roma, secondo la tradizione;
  - persone meritevoli in segno di onore, indipendentemente dalla funzione (abitudine in vigore nel periodo dell'Impero).
- Toga picta o Toga purpurea: toga color porpora e strisce d'oro indossata dai comandanti delle legioni in occasione della celebrazione del trionfo dopo la battaglia e, in epoca imperiale, dagli imperatori.[9] Attorno al IV secolo, la toga picta era integralmente ricamata e quindi indossata solo da personaggi di altissimo rango. Essendo rigida e pesante, fu superata da mantelli più comodi da indossare come la clamide.
- Toga trábea: toga variopinta indossata dagli Auguri, figure che presso i romani davano l'interpretazione della volontà degli dei studiando il volo degli uccelli.
- Toga sinus: versione più grandiosa, si pensa lunga circa tre metri. Il sinus era la parte di tessuto appoggiata al fianco destro, che poteva anche essere ripiegato sul capo. Il lembo che cadeva dalla spalla sinistra ai piedi diventò talmente lungo che fu ulteriormente ripiegato e usato come tasca (umbus).
- La toga contabulata: usata nel tardo impero, era caratterizzata dal fatto che il lembo anteriore era passato trasversalmente sul torace invece di essere lasciato cadere ai piedi. Se ne vedono parecchi esempi sui dittici in avorio del IV secolo d.C.

### Toga moderna

#### La toga nella magistratura e nell'accademia

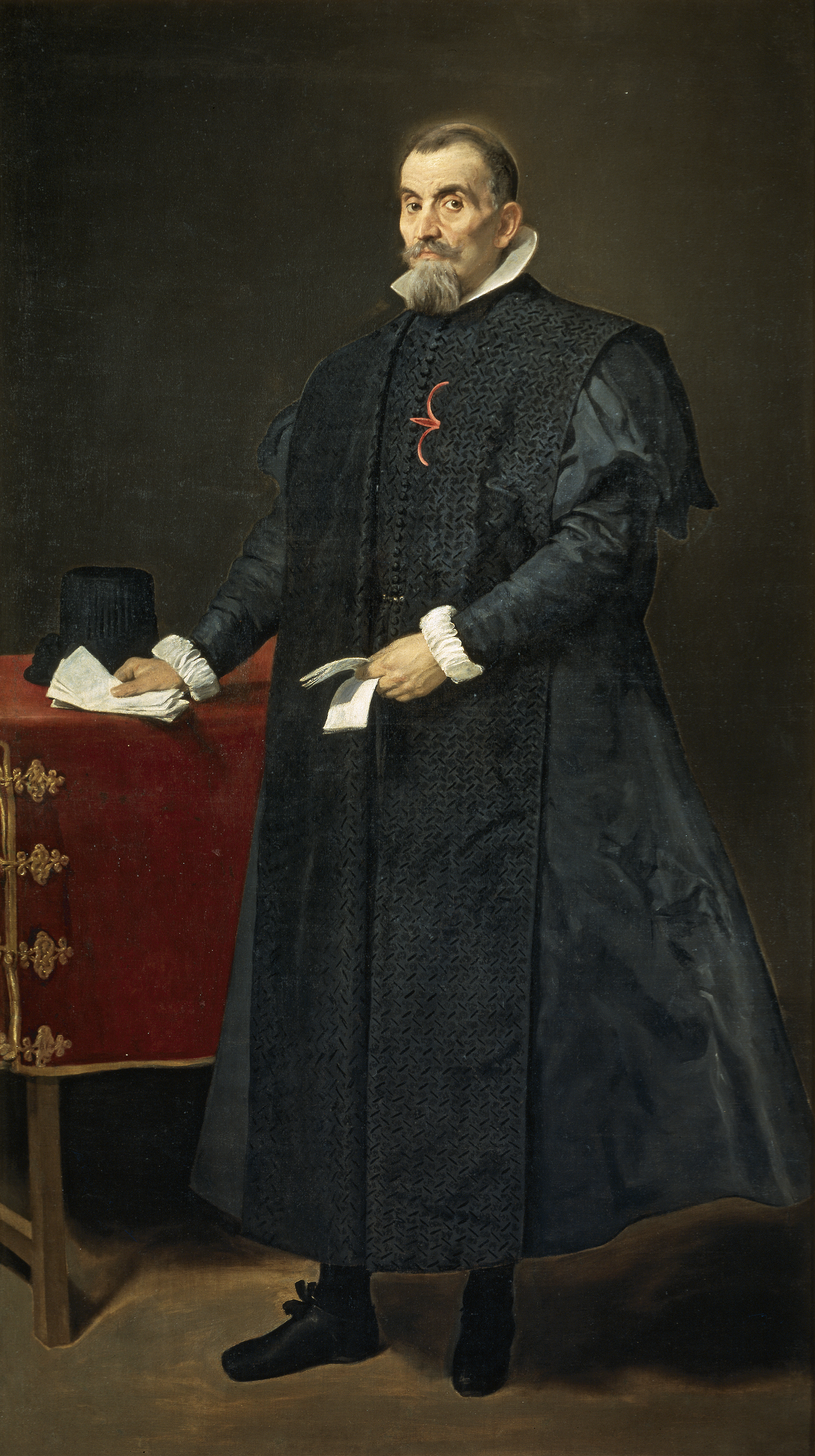
Giudice spagnolo in toga ritratto da Diego Velázquez.

Alcune professioni e cariche pubbliche di origine per lo più medievale e di particolare prestigio intellettuale possono usare anche attualmente la toga:
- professori universitari;
- magistrati[10];
- avvocati;
- notai.

Durante lo svolgimento dei loro compiti professionali questi funzionari indossavano, e spesso indossano ancora abitualmente o in occasioni formali, specifici abiti di diversa foggia che vanno tutti sotto il nome di toga. Tradizionalmente questo abito serviva per differenziarsi dal resto della popolazione e all'interno dello stesso ordine per distinguere particolari gradi, funzioni o prerogative.

#### La toga nel protestantesimo

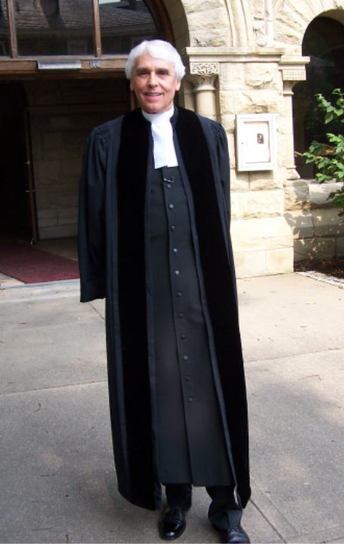
Pastore calvinista con "toga di Ginevra"

Anche alcuni pastori protestanti, soprattutto quelli di tradizione luterana e calvinista, indossano normalmente una toga durante il culto evangelico, in particolare durante la predicazione. Questa prassi fu voluta dai primi riformatori in esplicita polemica con l'uso cattolico-romano dei paramenti liturgici: la toga era un abito laico, come laico è a tutti gli effetti il pastore, ma era anche il segno di chi aveva visto pubblicamente riconosciuta la sua formazione accademica, normalmente con il conseguimento del dottorato. Di conseguenza, il pastore riformato continua a essere un membro di chiesa non rivestito di particolari funzioni sacerdotali che, in virtù dei suoi studi teologici pubblicamente riconosciuti, viene scelto per una funzione ecclesiastica analoga a quella civile del magistrato che applica ai casi concreti una legge non stabilita dal magistrato stesso. Nel caso del pastore, questa legge è la Scrittura.